# Bruno Martini

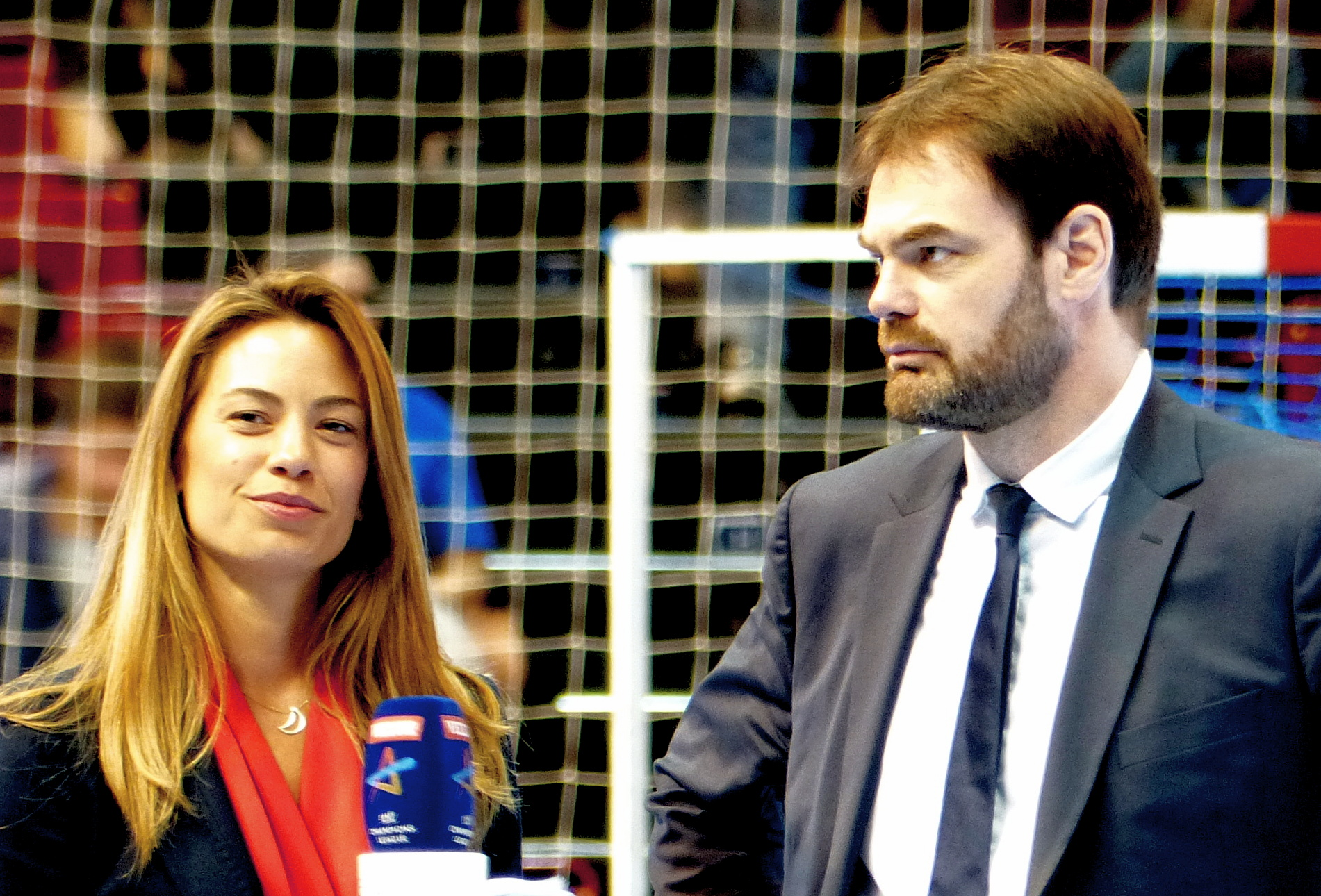
Bruno Martini (till höger), 2014.

Bruno Martini, född 3 juli 1970 i Salon-de-Provence, är en fransk före detta handbollsmålvakt. Han spelade 202 landskamper för Frankrikes landslag, från 1990 till 2007. Från 2010 till 2021 var han general manager (manager général) för Paris Saint-Germain HB.

## Klubbar
- SSMC Miramas (–1986)
- SMUC Marseille (1986–1989)
- OM Vitrolles (1989–1994)
- Istres Sport (1994–1995)
- OM Vitrolles (1995–1996)
- SD Teucro (1996–1997)
- Spacer's de Toulouse (1997–1998)
- CB Cangas (1998–1999)
- HC Wuppertal (1999–2000)
- Montpellier HB (2000–2003)
- Paris HB (2003–2005)
- USAM Nîmes (2005–2007)
- THW Kiel (2009)

## Meriter

### Klubblagsmeriter
- Champions League-mästare 2003 med Montpellier HB
- Cupvinnarcupmästare 1993 med OM Vitrolles
- Fransk mästare fem gånger: 1994 och 1996 (med OM Vitrolles) samt 2001, 2002 och 2003 (med Montpellier HB)
- Tysk mästare 2009 med THW Kiel

### Landslagsmeriter
- EM 1994 i Portugal: 6:a
- VM 1995 på Island:  Guld
- EM 1996 i Spanien: 7:a
- OS 1996 i Atlanta: 4:a
- VM 1997 i Japan:  Brons
- EM 1998 i Italien: 7:a
- VM 1999 i Egypten: 6:a
- EM 2000 i Kroatien: 4:a
- OS 2000 i Sydney: 6:a
- VM 2001 i Frankrike:  Guld
- EM 2002 i Sverige: 6:a
- VM 2003 i Portugal:  Brons